# Actinia equina

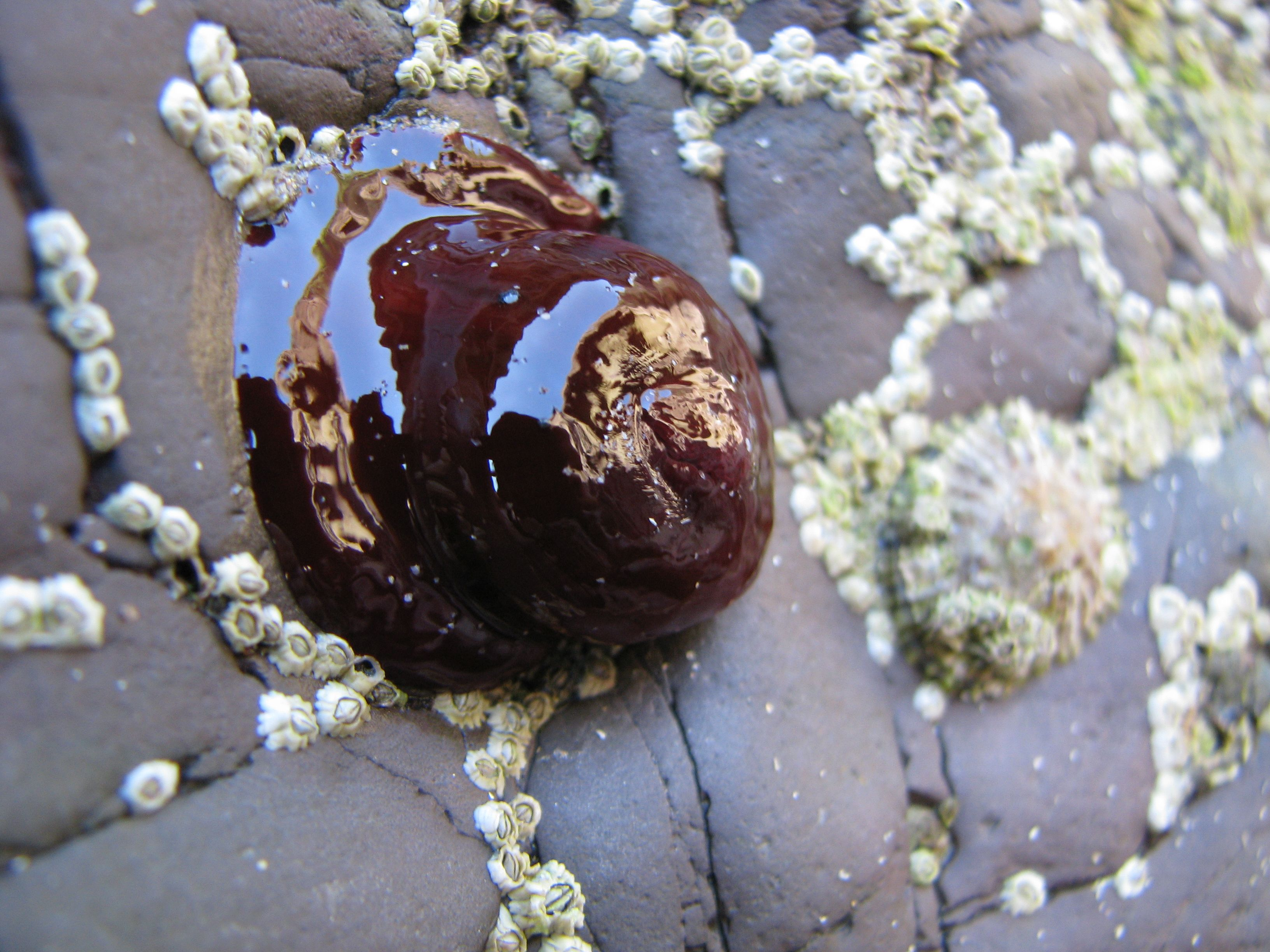
Actinia equina com os tentáculos retraídos na maré baixa

Actinia equina é um cnidário da família das Actiniidae, conhecido como morango-do-mar. Seu tamanho vai até 8 cm de altura e 6 cm de diâmetro. O corpo é cilíndrico com disco adesivo tipo ventosa e tem cerca de duzentos tentáculos dispostos em seis círculos à volta da boca, completamente retrácteis. A cor pode variar do vermelho-escuro ao castanho e ao verde, podendo apresentar pintas.
Habita no eulitoral. Alimenta-se de zooplâncton e partículas orgânicas.

## Descrição
Actinia equina é um membro da ordem Actina, que tem um total de 13 espécies conhecidas. Actinia equina por vezes dividida em
subespécies, com base na sua morfologia. Estudos genéticos recentes sugerem que
as diferentes colorações de A. equina
podem realmente ser espécies distintas. (Corrimão e Campbell, 1985; Waller, et
al., 1996). Esta anémona possui uma ampla base (até 5 cm de diâmetro), que é
moderadamente ou firmemente adesiva, com uma coluna Lisa. Possui até 192
tentáculos dispostos em 6 círculos, que tem a capacidade de se retrair quando o
animal é perturbado. Esta anémona apresenta uma coloração uniforme, com nenhum
padrão no disco e pode ser de cor vermelha, castanha, verde ou laranja. 
A Actinia equina varia em tamanho de
corpo, de 0,01 a 0,84 gramas de peso seco, mas a média da sua massa é de 0,42
gramas. No entanto, quando as anémonas estão na água a massa do seu corpo é
principalmente composta pela quantidade de água absorvida no tecido e na
cavidade gastrovascular. A sua anatomia é dividida em três partes: os
tentáculos, a coluna de corpo (que abriga a cavidade gastrovascular, a faringe,
as gônadas e os músculos do retrator) e pela base (que inclui o pé de base que
se liga a uma superfície sólida). Uma característica clássica da Actinia equina e de todas as outras anémonas
são os seus belos tentáculos com os quais ela captura e ingere as suas presas.
Incorporado no final da coluna do corpo e nos tentáculos localizam-se os
cnidoblastos, células de armazenamento que abrigam os nematocistos (células
urticantes). (Ager, 2001; Corrimão e Campbell, 1985; Shick, 1991; Stachowitsch,
1992).
Pontos azuis brilhantes como manchas, chamados acrorhagi, são frequentemente
encontradas dentro da margem superior da coluna. A. equina apresenta comportamento agressivo para com os organismos
vizinhos devido á sua competição pelo espaço no intertidal. Este tipo de
comportamento é estimulado quando os tentáculos das anémonas entram em contato.
Utilizam tentáculos especializados, acrorhagi, utilizados exclusivamente para
dissuadir outras colônias que invadem o seu espaço. Quando um pólipo faz
contato físico com um membro de outra espécie, A. equina estende o acrorhagi para atacar a concorrente anémona com
células urticantes, chamadas nematocistos.

## Identificação
Ampla base até 5 cm de diâmetro, geralmente mais larga que alta. Coluna Lisa. Até 192
tentáculos retráteis, organizados em 6 círculos. Vermelho, verde, castanho ou
laranja na cor. Apresentam muitas vezes pontos azuis brilhantes como manchas.

## Habitat
Actinia
equina também é encontrada em regiões de salinidade variável como estuários. Está
altamente adaptada para as condições da zona do intertidal devido a sua
tolerância a altas temperaturas e grandes períodos de dessecação É uma anémona
intertidal consideravelmente versátil. Fixa-se a rochas, pedras ou outros
substratos duros, é geralmente encontrada perto de costa mas pode viver em
áreas intertidal até 20 m. A Actinia equina pode sobreviver completamente
submersa em água ou completamente fora da água, alta nas margens. Às vezes sobrevive
coberta de areia, devido ao vento. No entanto, ela está sempre retraída quando
está fora da água. Visto que é uma espécie intertidal, é exposta a uma ampla
gama de temperaturas, mas a sua temperatura ótima de crescimento é de 18,7 a
19.9 graus Celsius. (Ager, 2001; Nichols e A. L. Cooke, 1971; Shick, 1991).

## Distribuição geográfica
Esta
espécie é encontrada principalmente no norte do Oceano Atlântico e no Mar
Mediterrânico. Uma das concentrações mais abundante desta espécie pode ser
encontrada ao redor das Ilhas Britânicas. Também existem populações ao longo da
costa atlântica da África. (Kruger e Griffiths, 1996; Nichols e A. L. Cooke,
1971).

## Reprodução
O esperma dos machos vai para a cavidade gastrovascular, onde o ovo é fecundado e
depois se desenvolve. São a única espécie de anémona a criar ninho para os seus
descendentes (reprodução vivíparos). Embora Actinia equina se possa reproduzir
sexualmente, elas podem também reproduzir-se assexuadamente através de
partenogênese de crescimento vegetativo (por exemplo, regeneração ou laceração
basal). (Corrimão e Campbell, 1985; Rostron e Rostron, 1978; Shick, 1991).
A anémona começa como
uma fase larval planctónica onde rasteja para fora do seu progenitor e é livre
no oceano por um curto período de tempo. Depois disso, ele entra na cavidade de
outra anémona do mar, masculina ou feminina e desenvolve-se ainda mais. Assim
que a anémona juvenil esteja pronta para ser libertada, a anémona “mãe” liberta
o novo indivíduo através da água onde posteriormente irá aterrar e protege-se
num substrato sólido, solitário. (Corrimão e Campbell, 1985; Rostron e Rostron,
1978; Shick, 1991).

## Comportamento
Embora as maiores anémonas
saiam vitoriosas na captura de comida e sobrevivência competitiva quando
comparadas com pequenas anémonas, o comportamento agressivo dos tentáculos
mostrou estar sob o controle de alguns dos mesmos componentes neurais existentes
em formas de vida superiores (ou seja, a ter aferente e eferentes neurais e
para elem disso usam a serotonina como um neurotransmissor). Outro aspecto do
comportamento de Actinia equina é a sua contração. Estes cnidários antozoários
passam muito tempo fora da água ou mesmo cobertos por areia, então contraem-se
para conservar a água. Têm três principais tipos de comportamento defensivo,
que incluem: inflação da coluna corpo para reduzir áreas danificadas,
desprendimento do substrato para que possam escapar de predação, ou o
lançamento de nematocistos que contém toxinas. (Corrimão e Campbell, 1985;
Shick, 1991).

## Comunicação
Em antozoários, os órgãos sensoriais especializados estão ausentes e os nervos são
organizados em redes nervosas. A maioria das células nervosas permite que os
impulsos viajem em qualquer direção. Projeções tipo filamentosas em células
individuais são mecanorreceptores e quimiorreceptores possíveis. Alguns
antozoários mostram uma sensibilidade à luz. (Brusca e Brusca, 2003).

## Alimentação
É conhecida por comer quase qualquer coisa que ela possa pegar. A fonte de
alimento, mais abundante para estas anémonas são: isópodes, insetos e moluscos
bivalves. No entanto, organismos maiores como gastrópodes (caracóis e lesmas),
briozoários e quítons são que fornecem o alimento maior massa. Quando a anémona
"deteta a presença de presas em potencial", ataca o organismo usando
seus nematocistos. As células urticantes são desenroladas e podem liberar
toxinas na presa. Estas toxinas paralisam o organismo, inibindo a sua
capacidade de escapar. Foi demonstrado que Actinia equina foi tem a taxa de
digestão mais rápida de todas as espécies do género Actinia. (Kruger e
Griffiths, 1996; Kruger e Griffiths, 1997).

## Predação
Apesar das suas células urticantes, a lesma do mar cinzenta, Aeolidia papillosa ataca a.
E.quina. A lesma do mar de alguma forma não digere as células urticantes
mais tóxicas. (Corrimão e Campbell, 1985; Waller, et al., 1996).

## Importância econômica
Um estudo conduzido por Hutton e Smith (1996) descobriu que amebócitos contêm
propriedades antibacterianas que parecem funcionar de forma diferente de outras
propriedades antibióticas encontrado em animais. Parecem ser capazes de
combater infeções bacterianas sem o uso de uma enzima chamada lisozima.
Lisozimas são encontradas através de um largo número de filos e são o que os organismos
comumente utilizam para combater as bactérias. As substâncias químicas
produzidas pela Actinia equina
possivelmente poderiam ser aproveitadas para uso medicinal ou em conservação
(proteger as plantas contra bactérias estrangeiras). (Hutton e Smith, 1996).
Actinia equina
é uma das espécies mais agressivas de anémonas. Possui poderosas toxinas (por
exemplo, equistanina e equinatoxina) nos seus nematocistos que utiliza para a
sua alimentação e defesa. Se um ser humano entra em contato com este organismo,
pode causar dor e grande desconforto. (Nichols e A. L. Cooke, 1971).